# (2345) Fučik
Pour les articles homonymes, voir Fučík.
(2345) Fučik est un astéroïde de la ceinture principale.

## Description
(2345) Fučik est un astéroïde de la ceinture principale. Il fut découvert le 25 juillet 1974 à Naoutchnyï par Tamara Smirnova. Il présente une orbite caractérisée par un demi-grand axe de 3,02 UA, une excentricité de 0,08 et une inclinaison de 9,2° par rapport à l'écliptique.
L'astéroïde est nommé en l'honneur de l'écrivain et héros national tchécoslovaque Julius Fučík (1903-1943).

## Compléments